# Vortigaunt
Los Vortigaunts o Vortiganos son una raza alienígena ficticia de la serie de videojuegos Half-Life. Son doblados en la versión inglesa por Louis Gossett Jr. 

## Procedencia
Vienen del planeta Xen, traídos por G-Man ya que su planeta estaba siendo invadido por los Combine. Llegaron en son de paz a la tierra a través de un accidente simulado por Wallace Breen a petición de G-Man en Black Mesa «provocado» por Gordon Freeman. Estos son controlados por Nihilanth. Forman parte de los Combine, quienes capturaron a los Vortigaunts y los obligaron a volverse hostiles. En una de las escenas, al asesinar a las criaturas que los tenían como esclavos, no dañaban al jugador. Se puede notar que llevan cadenas de color verde que desaparecen en Half-Life 2. Tras la muerte de Nihilanth, se liberaron y aliaron con la resistencia humana. Pueden encontrarse a lo largo del juego , proporcionando ayuda y objetos al personaje. También están en el laboratorio de Eli Vance, ayudándole en sus investigaciones. Cocinan, barren y hasta le recargan el traje con su electricidad.

## Características
Los Vortigaunts son la especie de Xen más inteligente, ya que hablan en un idioma llamado "vortigués" (según los datos de Half-Life 2) y aprendieron el idioma humano. Tienen dos patas y tres brazos (incluyendo uno pequeño que sale del abdomen), su piel es rugosa y marrón, tienen un gran ojo rojo y varios miniojos en su frente. Se alimentan de unas criaturas llamadas headcrabs (se puede observar antes de llegar a la base de Eli Vance, como un secreto oculto, a un Vortigaunt asando uno y, también dentro de ella, mientras se baja en un ascensor, se nota brevemente que hay un Vortigaunt trozando otro headcrab para cocinarlo). Su ataque más utilizado es un rayo de electricidad de gran alcance generado por sus brazos, aunque también pueden atacar usando sus garras de los brazos si el enemigo está al alcance de ellas.
Los Vortigaunts son veloces y, además, bastante sociales e inteligentes. Uno de ellos puede ser visto con una bata de científico y una tarjeta de identificación en White Forest, demostrando que su especie tiene un alto coeficiente intelectual. Todos los Vortigaunts se refieren a los humanos por sus nombres enteros (Cuando Gordon es informado de que Eli Vance está capturado, un Vortigaunt se refiere a él como «el Eli Vance»), a excepción de Gordon, a quien llaman el «Hombre Libre» («the Free Man», pero puede leerse como «the Freeman» que viene a ser «el Freeman», que es en inglés «el hombrelibre»). En ocasiones se refieren a las personas en plural, por ejemplo, en Half-Life 2: Episode Two al ver a Gordon, una de las criaturas dice "Son Freeman" cuando lo que debería decir es "Es Freeman".
- Datos: Q1370213